# Kasteel Altenbroek
Het kasteel Altenbroek of Altembrouck is een kasteel in de Belgische gemeente Voeren in Limburg. Het is gelegen ten noordoosten van 's-Gravenvoeren in het dal van het beekje de Noor.
Het kasteel is sterk verbouwd. Het oudste gedeelte van het gebouw stamt uit de 18e eeuw en betreft een rechthoekig gebouw, de westvleugel. Eind 18e eeuw werd gestart met de bouw van de noordvleugel in baksteen, rond 1775. Deze bergerie was aanvankelijk een schaapsstal: op de gevelsteen staan een schaap en het jaartal 1809. De huidige plattegrond wordt voor het eerst in 1904 weergegeven en heeft een L-vorm. De hoeve ligt aan de zuidkant van het kasteel en heeft een U-vorm met de open zijde aan het noorden. De ingang is via een poort in de oostvleugel.

## Geschiedenis
De naam Broek (of Brook zoals het plaatselijk bekend is) verwijst naar 'moerassig land' en wordt rond 1300 al Broeke bi Voeren genoemd. In 1314 wordt Jan van Voeren genoemd als heer van Broek, dat een leengoed was van het Graafschap Dalhem. Reinier van de Broekke neemt in 1371 deel aan de Slag bij Baesweiler aan Brabantse zijde tegen Gulik en Gelre. Het kasteel was in bezit van de familie Melcops van 1355 tot 1511, vervolgens van de familie Holset tot 1624 en vanaf 1629 van Jan de Berghe, Heer van Noorbeek.
Door de banden met Broek van de familie Hoen werd het oude Broek Altenbroek en het nieuwe werd later Hoensbroek genoemd. Zo was het kasteel in 1714 in bezit van ridder Pieter de Winckel, adjudant van Antonius van Hoensbroek. Zijn huwelijk met Isabelle-Josèphe de Lepper staat vermeld in een chronogram op de Sint-Lambertusbron met als jaartal 1718.

### De Schiervel

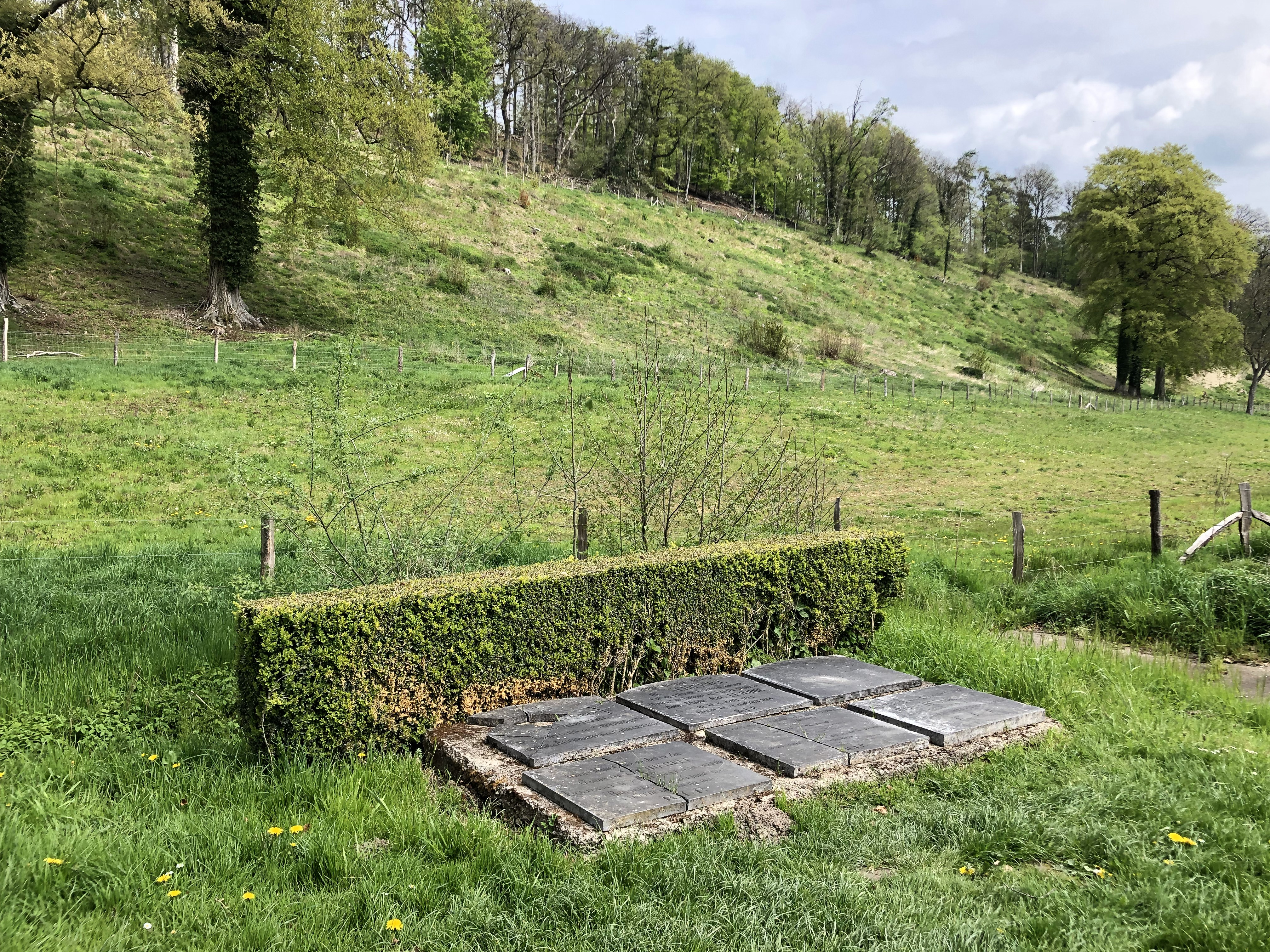
Grafstenen van familie De Schiervel: Henri en zijn vrouw Antoinette, hun zonen Adolphe en Gustave en diens vrouw Marguerite en hun zonen Albert en Henri-Adolphe.

In 1790 komt het kasteel in bezit van Pierre Joseph de Schiervel via een huwelijk met erfdochter Marie Claire de Fassin. Hij was tevens burgemeester van 's-Gravenvoeren van 1812 tot 1827 en voor 1830 lid van de Tweede Kamer der Staten-Generaal van het Verenigd Koninkrijk der Nederlanden. Zijn zoon Louis de Schiervel weigerde zijn benoeming tot eerste Gouverneur van Belgisch Limburg door het Voorlopig Bewind; waardoor Frans de Loë-Imstenraedt van het naburige Mheer deze eer kreeg. Vier jaar na de erkenning van de onafhankelijkheid van België door Nederland, in 1843 in het jaar dat de grens officieel werd vastgesteld (Verdrag van Maastricht), werd Louis alsnog de vierde Gouverneur van Limburg. Het oostelijke deel van Limburg was bij de erkenning terug bij Nederland gevoegd en de grens werd vlak langs kasteel Altenbroek getrokken. Louis woonde vanaf zijn huwelijk in 1813 op kasteel Ommerstein in Rotem, waar hij ook burgemeester was.
Louis' broer Henri de Schiervel werd net als hun vader burgemeester van 's-Gravenvoeren. Louis werd in 1842 in de adelstand verheven als baron. Omdat zijn huwelijk kinderloos bleef, ging de titel over op Henri's zoon Jacques Gustave de Schiervel, die trouwde met Marguerite Vilain XIIII, de dochter van Charles-Ghislain Vilain XIIII, Minister van Buitenlandse Zaken en Lid van het Nationaal Congres. Zijn woonden in het kasteel van Rijckholt toen Marguerite overleed in het kraambed na de geboorte van hun vierde kind. Deze zoon Henri-Adolphe werd slechts een maand oud. Na de dood van de andere zoon Albert als gevolg van een duel, ging de naam De Schiervel via hun dochter Eugénie in 1891 over op schoonzoon Jean Lejeune de Schiervel; hij werd een jaar later ook in de adelstand verheven. De familie lag begraven in een grafkelder naast de Sint-Lambertuskerk in 's-Gravenvoeren, maar toen deze begin 21e eeuw plaats moest maken voor de bouw van een parochiezaal, werden de grafplaten naast de oprijlaan van het kasteel geplaatst.
Gustave's jongste broer Adolphe bleef vrijgezel. Hij overleed in het kasteel in 1880. Gustave's dochter Marie-Philipine Ghislaine Josephine trouwde in 1878 met Arthur de Behault. Het kasteel en de landerijen gingen over op zoon Adrien en later op kleinzonen Jean en André de Behault. In 1994 werd eerst het kasteel en in 1995 werden ook de landerijen opgekocht. In 2018 werd het geheel overgenomen door een BVBA die het als horecavoorziening exploiteert.

### Anno 2024
Het Landgoed Altenbroek dient als hotel en  als plek voor zakelijke evenementen en bruiloften. In de orangerie van de kasteelhoeve bevindt zich het restaurant.

## Omgeving
Kasteel Altenbroek is gelegen in het natuurgebied Altenbroek. Rond het kasteel ligt een park met vijvers en drie bronnen, waaronder de Sint-Lambertusbron. Door middel van een dreef is het kasteel verbonden met de weg.
Bij het kasteel bevond zich vroeger een watermolen, de Molen van Altenbroek.
Ten zuiden op zo'n halve kilometer van het kasteel ligt het bosgebied van Schoppemerheide.

## Fotogalerij

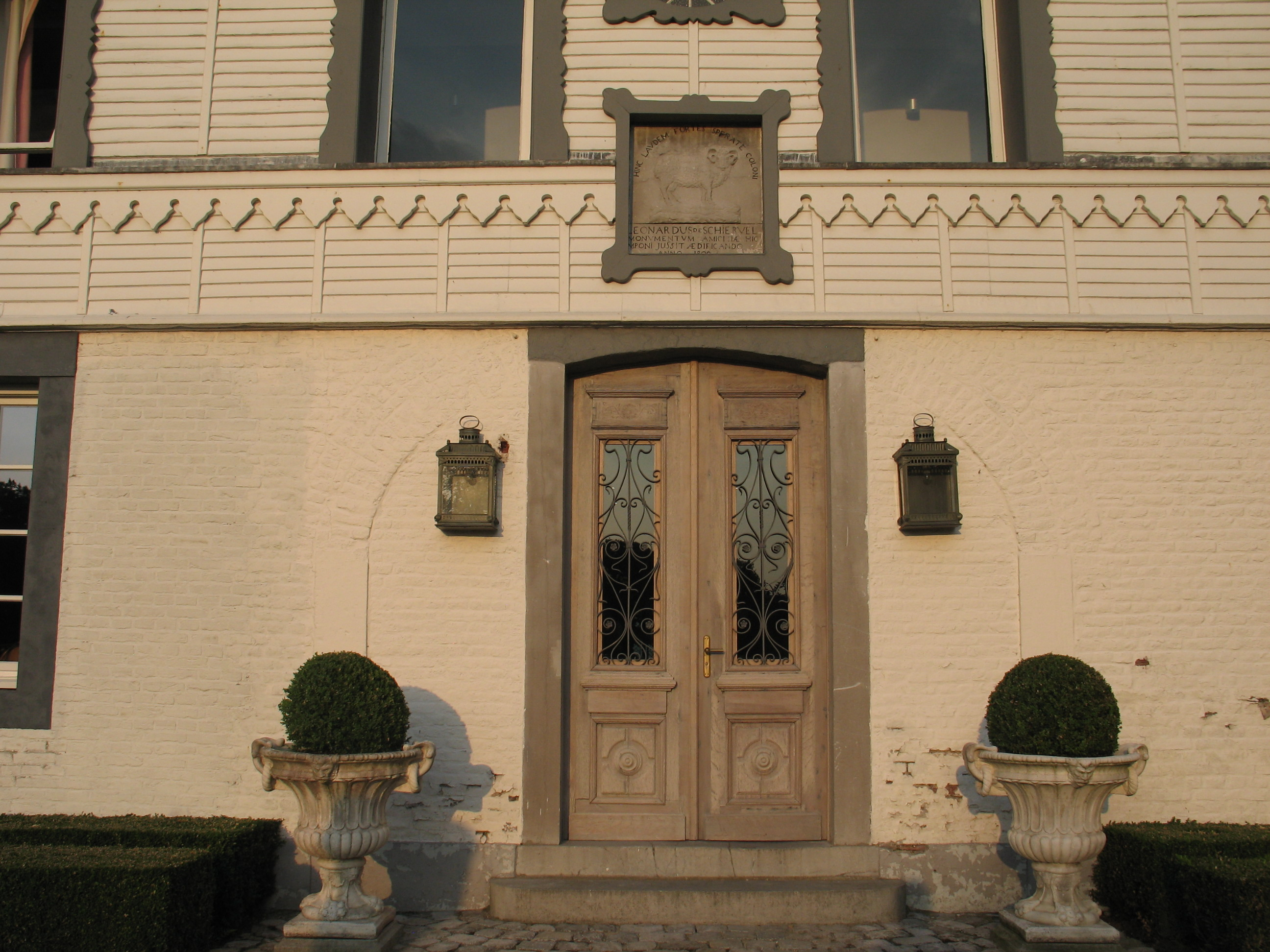
Gevelsteen van de bergerie
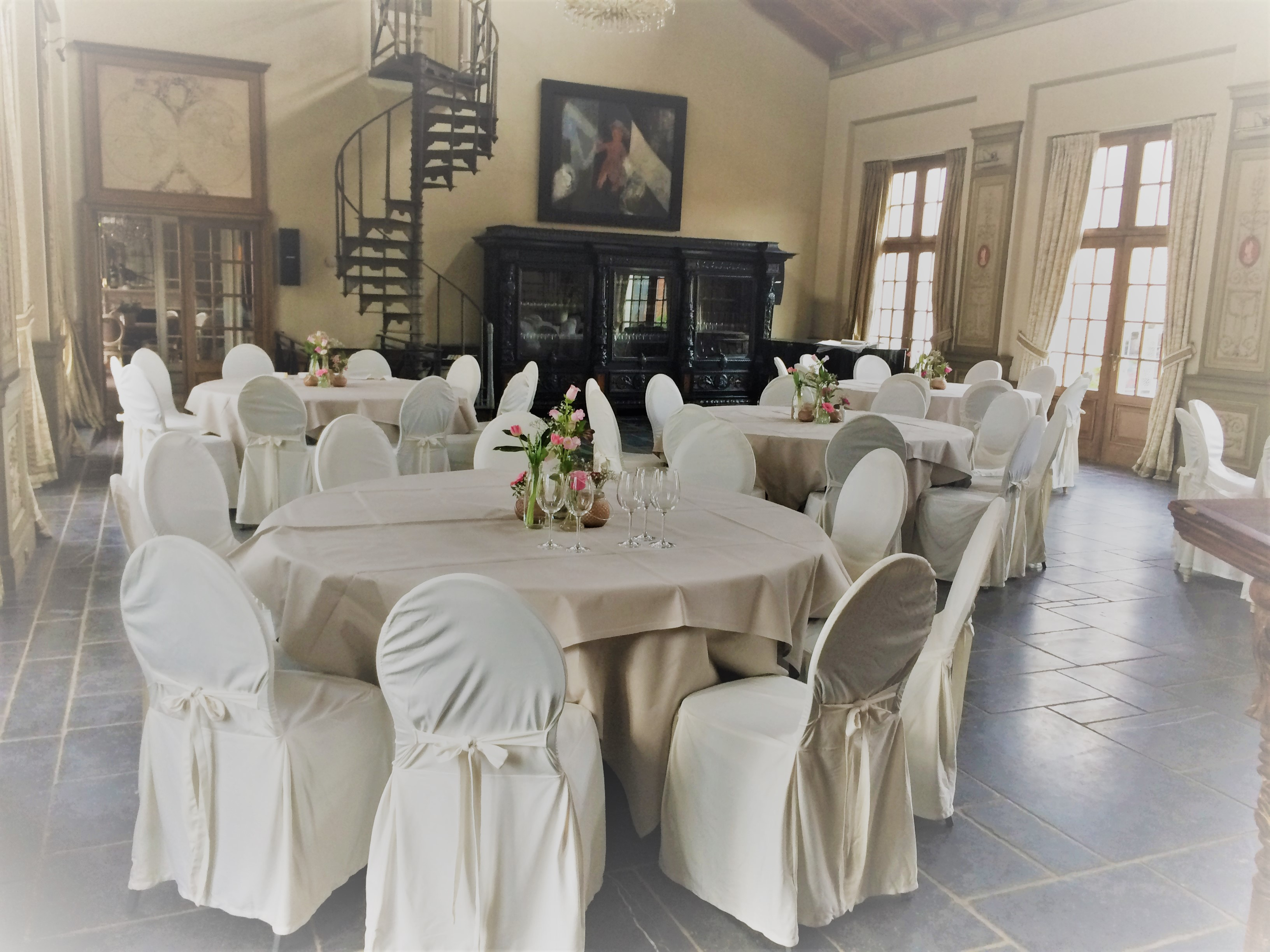
Interieur
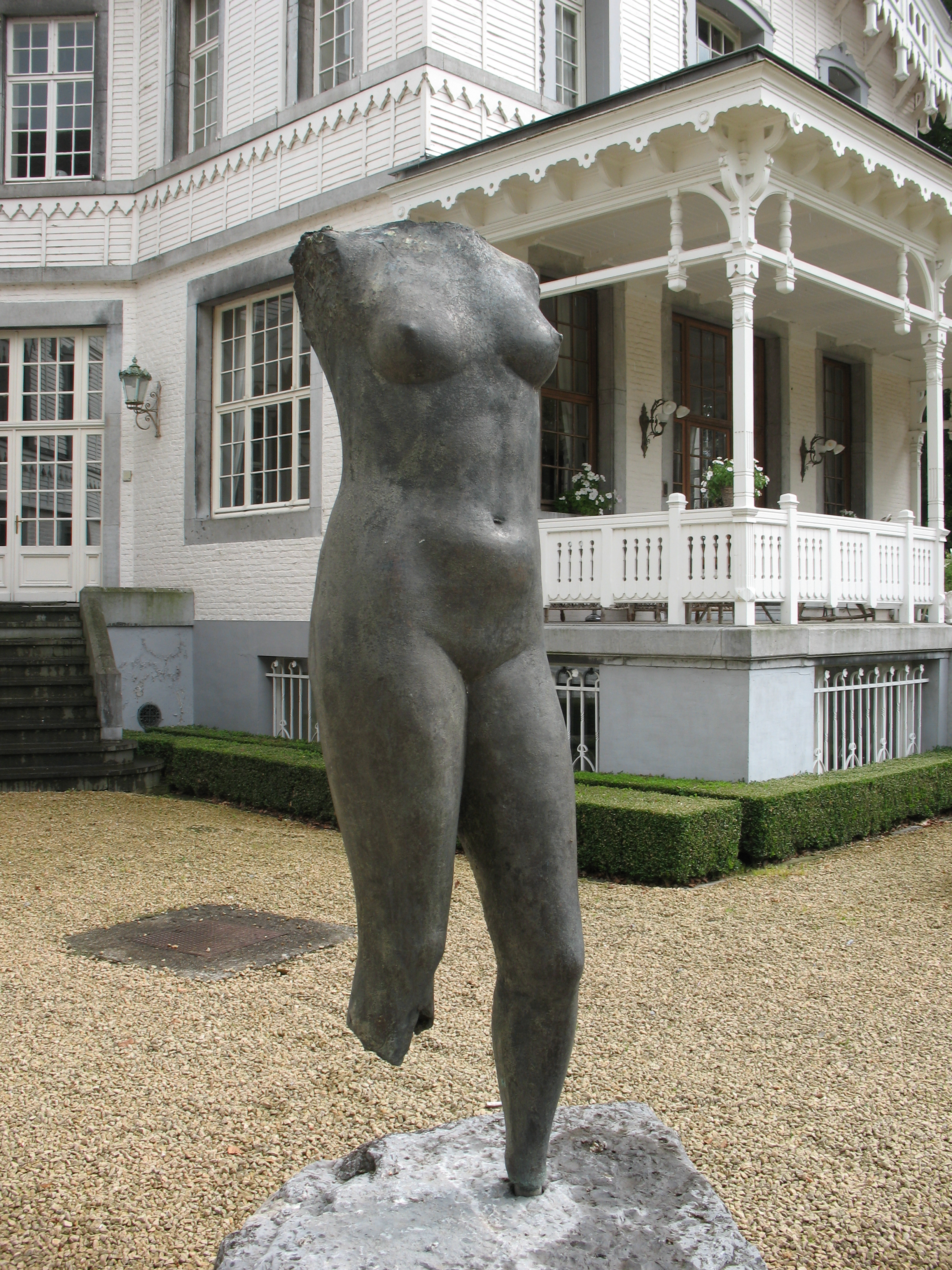
Een van de kunstwerken in het park
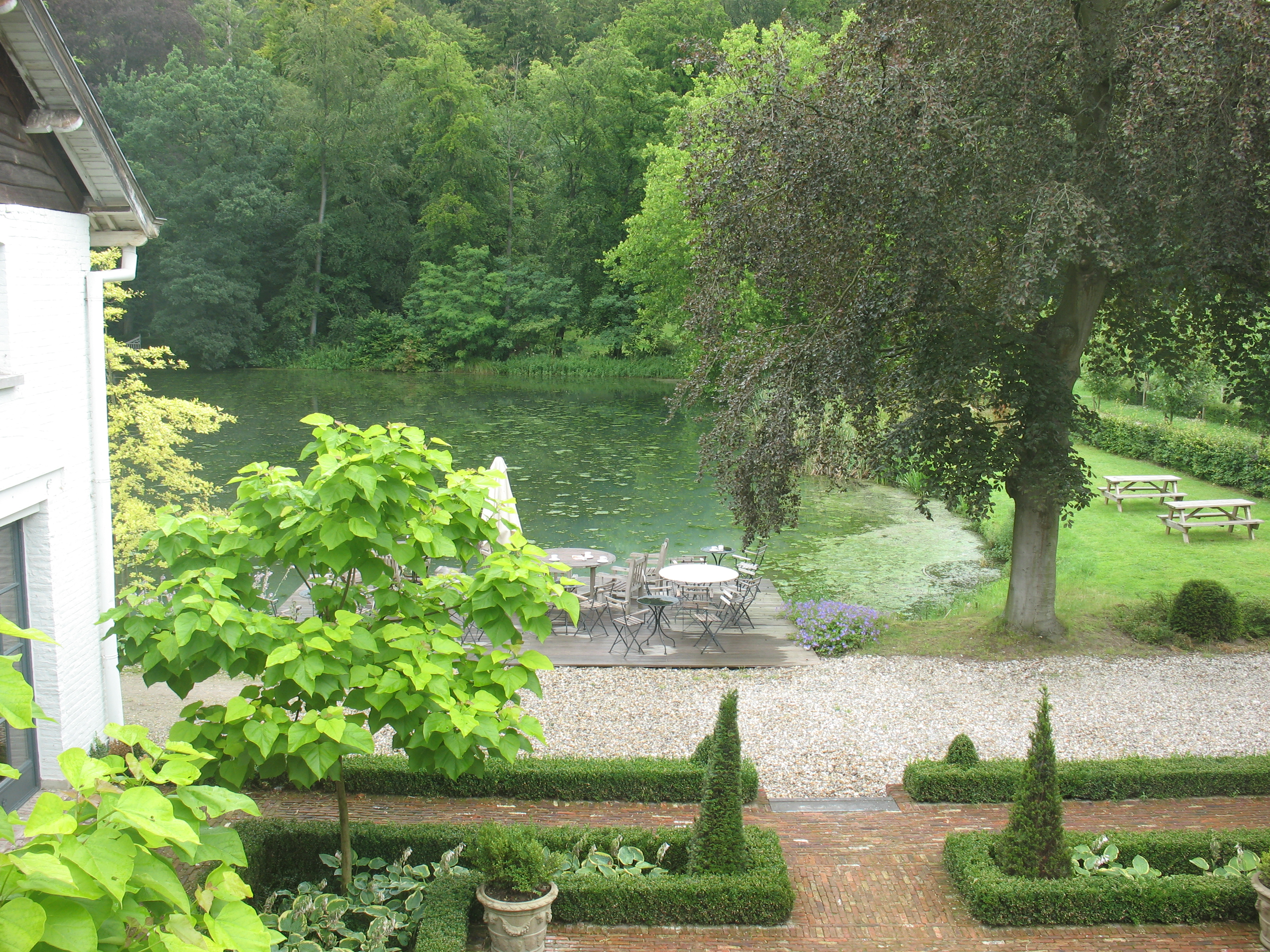
Een van de vijvers in het park
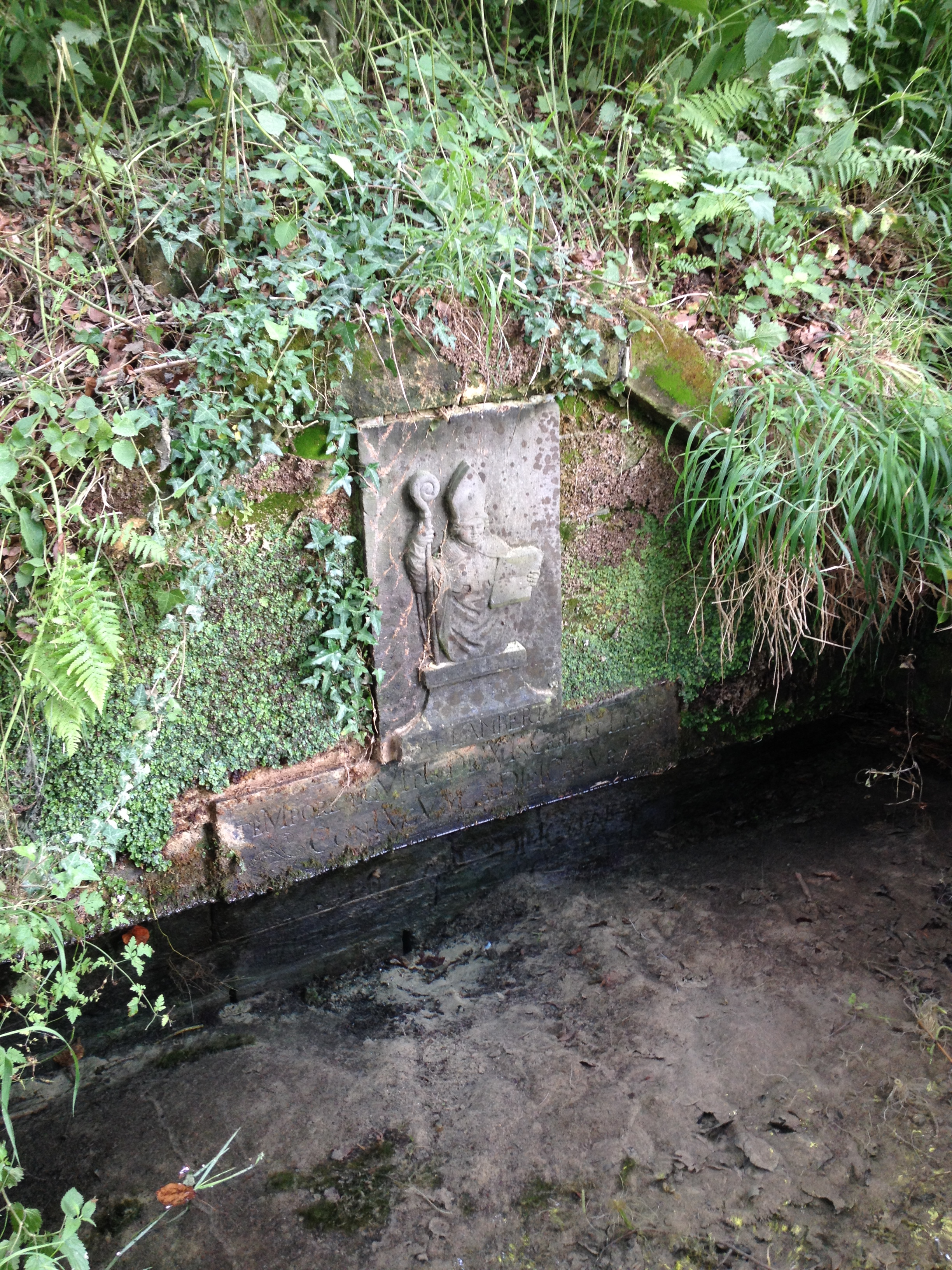
Sint-Lambertusbron
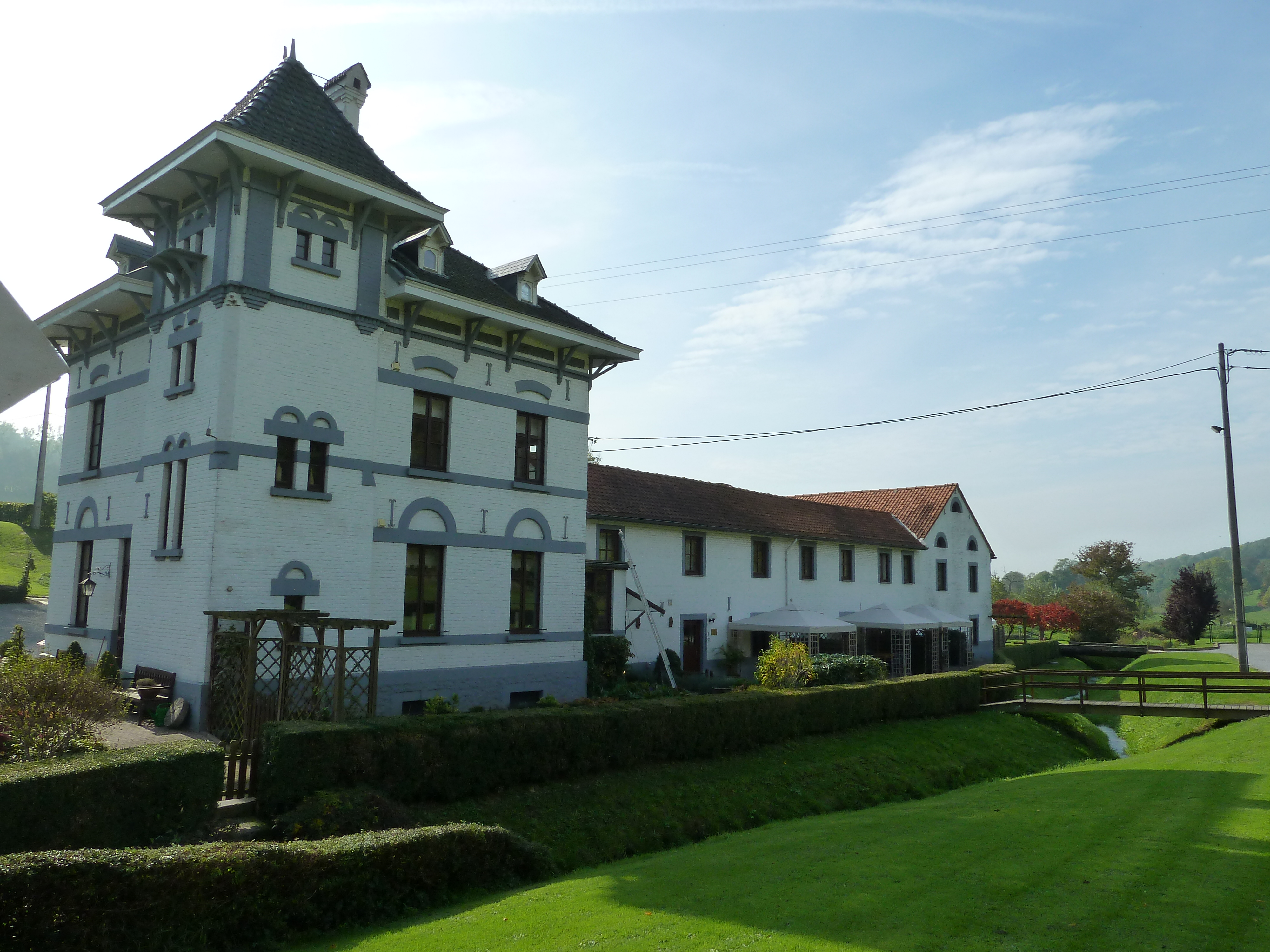
Voormalige molen van Altenbroek